# Paractinopoda
Paractinopoda is een onderklasse van weekdieren uit de klasse van de Holothuroidea.

## Orde
- Apodida